# Francesco Vendramin
Francesco Vendramin (né le 10 octobre 1555 à Venise, alors dans la République de Venise, et mort le 7 octobre 1618 dans la même ville) est un cardinal italien du XVIIe siècle.

## Biographie
Vendramin est ambassadeur vénitien au Savoie (1585-1589), en Espagne (1592-1595), en Autriche (1597), en France (1598-1600) et au Saint-Siège (1600-1605). Laïc, il est élu patriarche de Venise par le sénat de la République de Venise en 1605, mais le pape ne confirme l'élection qu'en 1608. Il est consacré le 26 mai 1608 par Paul V avec comme co-consécrateurs Fabio Biondi (it) et Metello Bichi.
Le pape Paul V le crée cardinal lors du consistoire du 2 décembre 1615.